# Europees kampioenschap schaatsen 1927
Het Europese kampioenschap allround in 1927 werd van 12 tot 13 februari 1927 verreden op de ijsbaan van het Östermalms Idrottsplats in Stockholm.
De punten werden dit toernooi berekend aan de hand van het toen actuele wereldrecord op de desbetreffende afstanden.
Het wereldrecord was op de 500 meter 43,4 (Oscar Mathisen), op de 1500 meter 2.17,4 (Oscar Mathisen), op de 5000 meter 8.26,5  (Harald Strøm) en op de 10000 meter 17.22,6 (Oscar Mathisen).
De titelverdediger was de Fin Julius Skutnabb, die in 1926 Europees kampioen werd in het  Stade de Mont Blanc in Chamonix. De Noor Bernt Evensen werd kampioen.

## Klassement
| #      | Naam             | Land      | Punten  | 500m      | 5000m        | 1500m       | 10.000m      |
| ------ | ---------------- | --------- | ------- | --------- | ------------ | ----------- | ------------ |
| Goud   | Bernt Evensen    | Noorwegen | 371.640 | 46,4 (4)  | 8.42,7 (1)   | 2.25,4 (2)  | 18.38,4 (1)  |
| Zilver | Clas Thunberg    | Finland   | 369.860 | 45,4 (1)  | 9.15,0 (7)   | 2.29,2 (1)  | 19.06,8 (7)  |
| Brons  | Ivar Ballangrud  | Noorwegen | 365.520 | 47,4 (4)  | 9.05,2 (3)   | 2.31,2 (3)  | 19.16,0 (9)  |
| 4      | Sigurd Moen      | Noorwegen | 363.870 | 47,5 (6)  | 9.16,5 (9)   | 2.31,8 (4)  | 19.06,0 (6)  |
| 5      | Armand Carlsen   | Noorwegen | 363.670 | 49,4 (14) | 9.03,5 (2)   | 2.33,4 (6)  | 18.40,4 (2)  |
| 6      | Julius Skutnabb  | Finland   | 363.340 | 48,6 (11) | 9.06,9 (4)   | 2.34,1 (7)  | 18.50,0 (3)  |
| 7      | Roald Larsen     | Noorwegen | 362.640 | 46,6 (3)  | 9.27,8 (10)  | 2.33,3 (5)  | 19.09,8 (8)  |
| 8      | Michael Staksrud | Noorwegen | 361.200 | 48,4 (10) | 9.07,3 (5)   | 2.37,0 (10) | 19.00,0 (5)  |
| 9      | Ossi Blomqvist   | Finland   | 360.640 | 48,7 (12) | 9.13,7 (6)   | 2.35,9 (8)  | 18.56,3 (4)  |
| 10     | Ragnvald Olsen   | Noorwegen | 355.880 | 47,4 (4)  | 9.35,6 (11)  | 2.38,0 (11) | 19.26,7 (10) |
| 11     | Uuno Pietilä     | Finland   | 355.440 | 48,8 (13) | 9.15,3 (8)   | 2.39,5 (12) | 19.29,4 (11) |
| 12     | Harald Halvorsen | Noorwegen | 350.590 | 47,8 (8)  | 9.44,5 (14)  | 2.35,9 (8)  | 20.29,3 (14) |
| 13     | Eric Blomgren    | Zweden    | 350.340 | 48,0 (9)  | 9.40,8 (13)  | 2.41,8 (13) | 19.47,4 (12) |
| 14     | Gustaf Andersson | Zweden    | 347.090 | 49,8 (16) | 9.35,8 (12)  | 2.43,2 (14) | 19.47,6 (13) |
| 15     | Gösta Pettersson | Zweden    | 336.880 | 49,5 (15) | 10.05,7 (16) | 2.47,5 (16) | 20.47,8 (15) |
| NC16   | Werner Eriksson  | Zweden    | 257.230 | 47,5 (6)  | 10.03,1 (15) | 2.47,8 (17) |              |
| NC17   | Ejnar Andersson  | Zweden    | 251.780 | 50,4 (17) | 10.07,7 (17) | 2.46,9 (15) |              |

* = met val
NC = niet gekwalificeerd
NF = niet gefinisht
NS = niet gestart
DQ = gediskwalificeerd